# Doñinos de Ledesma
Doñinos de Ledesma es un municipio y localidad española de la provincia de Salamanca, en la comunidad autónoma de Castilla y León. Se integra dentro de la comarca de la Tierra de Ledesma. Pertenece al partido judicial de Salamanca.
Su término municipal está formado por las localidades de Doñinos de Ledesma, Tajurmientos, Tuta y Zafrón, así como por los despoblados de Las Dehesitas, Gudino, Tozas y Valderas. Cuenta con una población de 65 habitantes (INE 2024).

## Historia
La fundación de Doñinos de Ledesma se remonta a la Edad Media, obedeciendo a las repoblaciones efectuadas por los reyes leoneses en la Alta Edad Media, quedando encuadrada la localidad en la jurisdicción de Ledesma desde la creación de su alfoz por parte de Fernando II de León, así como en su arcedianato, en el siglo XII. Cabe resaltar la temprana fundación de la pedanía de Zafrón, que se data en el reinado de Ramiro II de León en el siglo X. Con la creación de las actuales provincias en 1833, queda integrado en la de Salamanca, dentro de la Región Leonesa.

## Geografía humana

### Demografía
Cuenta con una población de 65 habitantes (INE 2024).
| Gráfica de evolución demográfica de Doñinos de Ledesma entre 1842 y 2021                                                                                    |
| |
| Población de derecho según los censos de población del INE Población de hecho según los censos de población del INEEn este censo se denominaba Doñino: 1842 |

### Núcleos de población
El municipio se divide en varios núcleos de población, que poseían la siguiente población en 2016 según el INE.
| Núcleo de población | Población |
| ------------------- | --------- |
| Doñinos de Ledesma  | 39        |
| Zafrón              | 26        |
| Tuta                | 2         |
| Tajurmientos        | 1         |
| Las Dehesitas       | 0         |
| Gudino              | 0         |
| Tozas               | 0         |
| Valderas            | 0         |

## Administración y política
| Partido político                              | 2019  | 2019  | 2019       | 2015  | 2015  | 2015       | 2011  | 2011  | 2011       | 2007  | 2007  | 2007       | 2003  | 2003  | 2003       |
| Partido político                              | %     | Votos | Concejales | %     | Votos | Concejales | %     | Votos | Concejales | %     | Votos | Concejales | %     | Votos | Concejales |
| Partido Socialista Obrero Español (PSOE)      | 53,19 | 25    | 2          | 72,88 | 43    | 2          | 53,73 | 36    | 2          | 15,63 | 10    | 0          | 35,21 | 25    | 1          |
| Partido Popular (PP)                          | 44,68 | 21    | 1          | 16,95 | 10    | 1          | 14,93 | 10    | 1          | 46,88 | 30    | 1          | 67,61 | 48    | 4          |
| Coalición SI por Salamanca (SI)               | —     | —     | —          | —     | —     | —          | 23,88 | 16    | 0          | —     | —     | —          | —     | —     | —          |
| Unión del Pueblo Salmantino (UPSa)            | —     | —     | —          | —     | —     | —          | —     | —     | —          | 34,38 | 22    | 0          | —     | —     | —          |
| Unidad Regionalista de Castilla y León (URCL) | —     | —     | —          | —     | —     | —          | —     | —     | —          | —     | —     | —          | 9,86  | 7     | 0          |

## Patrimonio
- Iglesia de Ntra. Sra. de la Asunción (Doñinos de Ledesma).
- Fuente medieval (Doñinos de Ledesma).
- Dolmen en la ribera de la Gudina (Zafrón).
- Dolmen de Carrasco Zapata (Tozas).

## Fiestas
- San Blas, el 3 de febrero.